# Mertri Tsenpo
Mertri Tsenpo was de vijfde tsenpo, ofwel koning van Tibet. Hij was een van de legendarische koningen en was de vijfde van de zeven goddelijke koningen met de naam Tri (247-100 v.Chr.).